# Rummerinkhof
Rummerinkhof is een straat in de plaats Haren in de Nederlandse provincie Groningen. De straat loopt van het Stationsplein en de Nieuwe Stationstraat, bij het treinstation van Haren, naar de Oosterweg bij de Kromme Elleboog.
Een groot deel van het gebied bij Rummerinkhof en de Oosterweg hoorde vroeger bij het landgoed van de historische borg (landhuis) Emdaborg. Rummerink is de achternaam van een familie waarvan verschillende leden een rol hebben gespeeld in de geschiedenis van Haren en Groningen, zo was in 1793 een J. Rummerink de schout (schulte) van Haren.
Aan Rummerinkhof liggen woningen en schoolgebouwen, er was een vestiging van het Zernike College, tegenwoordig het Harens Lyceum, en de Peter Petersenschool is hier gevestigd. Omdat deze straat de enige ontsluitingsweg is voor de straten Emdaborg, Lusthorst, Mikkenkamp, Ossewei en Zorgvrij, wordt de straatnaam ook als buurtnaam gebruikt.
De adressen aan Rummerinkhof hebben postcode 9751 SK (oneven huisnummers, 1-23) en 9751 SL (even nummers, 2-28, waaronder de schoolgebouwen).